# Lotus Mk4

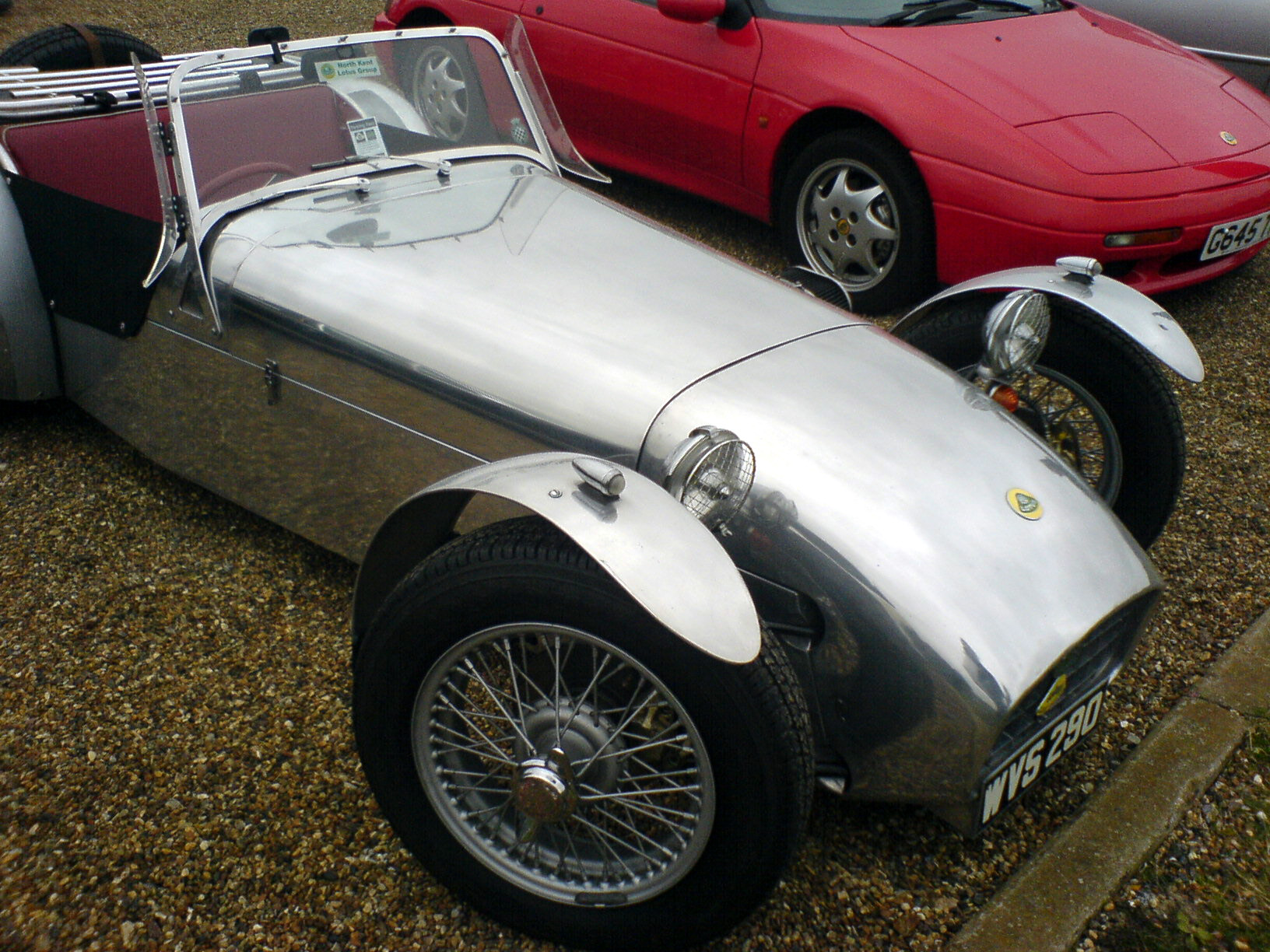
La Lotus Mark IV

La  Lotus Mark IV era una autovettura da competizione costruita nel 1952 da Colin Chapman.
Il successo di Chapman quale progettista e costruttore di vetture per le gare trial portò un suo cliente, Mike Lawson, ad ordinare a Chapman una nuova vettura con la quale avrebbe sostituito la sua precedente Mark II.
Come punto di partenza Chapman scelse ancora una volta la Austin 7. Rinforzò il telaio e montò un motore Ford a quattro cilindri con valvole laterali da 1.172 cm³ di cilindrata. Venne anche montata una trasmissione a tre marce di una Ford 8 e l'assale anteriore venne diviso nello stesso modo delle sue autovetture precedenti. Nella realizzazione di questa automobile Chapman utilizzò tutta l'esperienza accumulata durante la realizzazione delle precedenti autovetture.
Con la Mark IV Lawson vinse la sua classe al primo tentativo consolidando la reputazione di Chapman quale progettista e costruttore di auto da competizione. La richiesta di nuove autovetture convinse Chapman a fondare insieme a Michael Allen il primo gennaio 1952 la Lotus Engineering. La prima sede della società fu uno stabilimento in disuso ad Hornsey.